# Filippo Mariotti
Filippo Mariotti (Apiro, 6 settembre 1833 – Roma, 25 giugno 1911) è stato un politico italiano.

## Biografia
Laureato in Giurisprudenza presso l'Università degli Studi di Camerino il 10 luglio 1856, fu deputato del Regno d'Italia dalla X legislatura, quindi senatore del Regno d'Italia nella XVIII legislatura e segretario generale al Ministero della Pubblica Istruzione.
Deputato dal 1867 al 1892, poi senatore, sottosegretario alla Pubblica Istruzione (1887-1891) e consigliere di Stato. Il 15 novembre 1880 domandò nella Camera un'"inchiesta sulle biblioteche". Tra il 1878 e il 1887 fece parte della commissione di vigilanza sulla Biblioteca della Camera dei deputati e diede un contributo decisivo alla sua organizzazione, in stretta collaborazione con l'allora vicebibliotecario Pietro Fea. 
Avvocato, approntò una traduzione italiana delle orazioni di Demostene.
Il 12 novembre 1883 entrò a far parte della Accademia Nazionale dei Lincei come Socio nazionale per la I categoria, quella di Filologia, della Classe di scienze morali.
Nel 1900, quale rappresentante del Governo, fece parte della Commissione che presenziò alla riesumazione della salma di Giacomo Leopardi a Napoli, insieme al professor Enrico Cocchia, in rappresentanza della Reale Accademia di Archeologia e Lettere di Napoli, e del professor Francesco Moroncini, in rappresentanza della famiglia Leopardi.
Fece parte della Massoneria.

## Opere
- Della libertà d'insegnamento, Firenze, Barbèra, 1864.
- Le orazioni di Demostene, tradotte e illustrate dall'avvocato Filippo Mariotti, Firenze, Barbèra, 1874-7, voll. 3.
- Professioni impieghi o nuovi studi a cui si sono rivolti i giovani licenziati all'Istituto Tecnico di Firenze: notizie raccolte e ordinate da F. M., Firenze, succ. Le Monnier, 1877.
- Dante e la statistica delle lingue, con la raccolta dei versi della Divina Commedia messi in musica da G. Rossini, G. Donizetti [sic], F. Marchetti, R. Schuman, Firenze, Barbèra, 1880.
- La sapienza politica del conte di Cavour e del principe di Bismarck, Torino, Roux e Favale, 1886.
- Il Risorgimento d'Italia dai Principi di Casa Savoia e dal Parlamento. 1848-1878, 2. ed., Firenze, Barbèra, 1888.
- La legislazione delle belle arti, Roma, Unione cooperativa editrice, 1892.
- Onoranze pel centenario della nascita di Giacomo Leopardi deliberate dalla Deputazione marchigiana di Storia patria, Ancona, A. G. Morelli, 1896.
- Storia dell'alpinismo politico, Roma, Forzani e c., 1901.